# Estación Sundblad
Sundblad es una estación ferroviaria ubicada en la localidad de Sundblad, partido de Rivadavia, Provincia de Buenos Aires, Argentina.

## Ubicación
La estación se encuentra a 522 km de la Ciudad Autónoma de Buenos Aires, y a 74 km de la localidad de Trenque Lauquen.

## Servicios
No presta servicios de pasajeros. Sus vías están concesionadas a la empresa de cargas FerroExpreso Pampeano S.A., sin embargo las vías se encuentran sin uso y en estado de abandono.
Cuenta con dos galpones; uno de ellos está vacío y en el otro funciona una recicladora de residuos.